# Single Document Interface

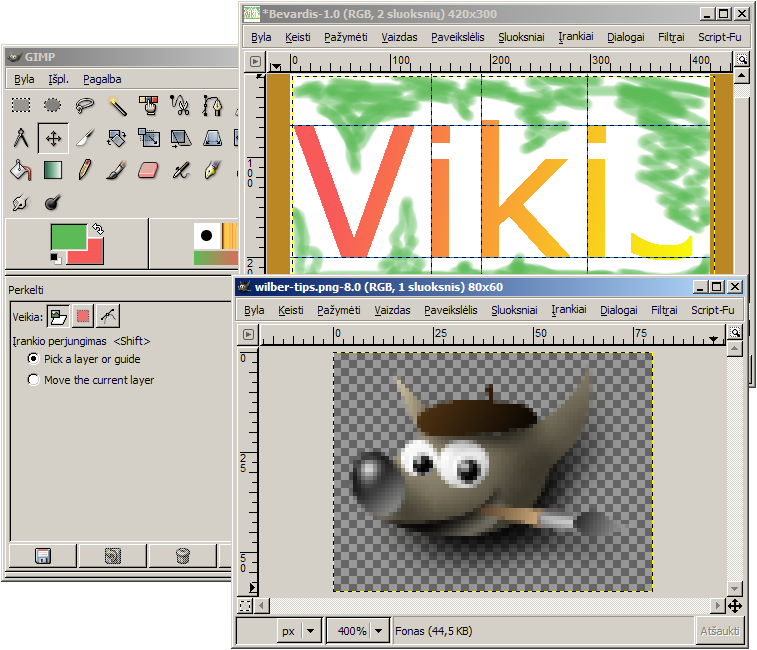
Typisches Beispiel für eine SDI-Benutzerschnittstelle ist GIMP, hier werden viele kleine Fenster verwendet

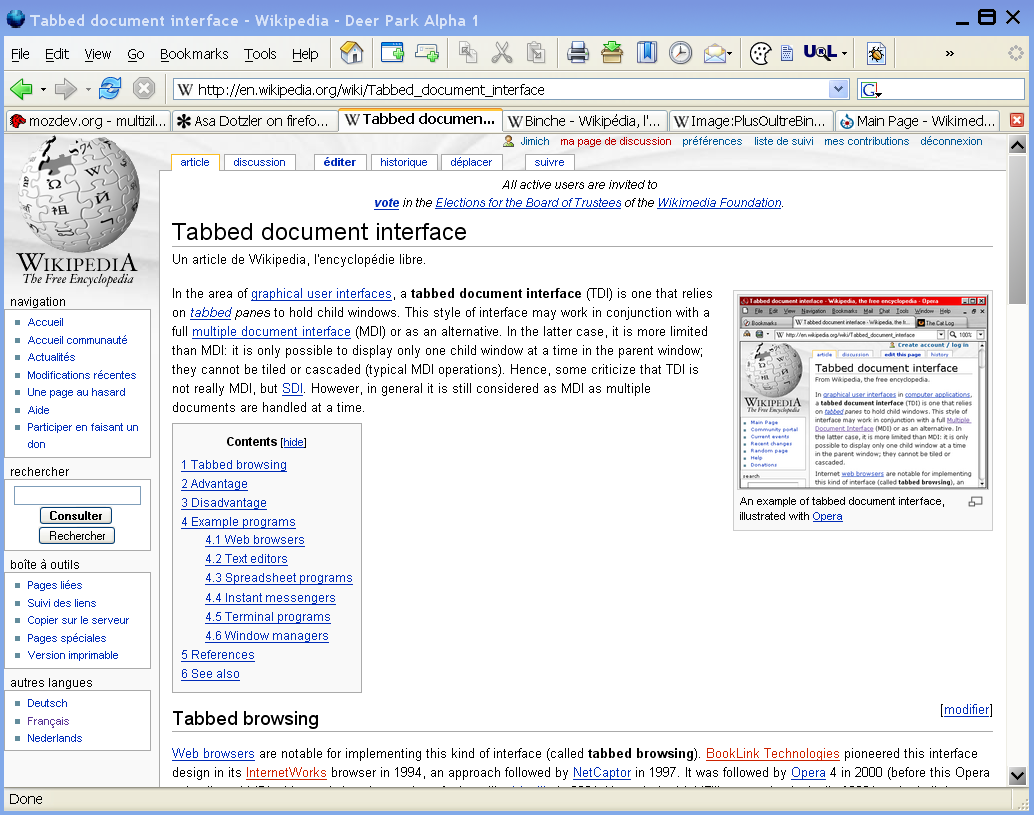
Der Browser Mozilla Firefox verwendet stattdessen Tabs (TDI)

Single Document Interface (SDI; deutsch Einzeldokumentschnittstelle oder Einzeldokumentoberfläche) bezeichnet eine Form der grafischen Benutzeroberfläche für Computerprogramme.
Programme mit einem Single Document Interface stellen die zu bearbeitenden Daten (Dokumente) in lediglich einem Hauptfenster dar. Wenn ein weiteres Dokument bearbeitet werden soll, so wird ein neues Hauptfenster erzeugt. Bekannte Beispiele für Programme mit Single Document Interface sind der Browser Internet Explorer bis Version 6 und der Windows Editor bis Windows 10 oder Microsoft Paint.
Viele grafische Benutzeroberflächen (z. B. GNOME) kennen nur Programme mit Single Document Interface. Bietet eine Benutzeroberfläche die Möglichkeit, Fenster zu verschachteln, nennt man dieses Konzept ein Multiple Document Interface (MDI). Bekanntestes Beispiel für eine Benutzeroberfläche mit MDI-Funktionen ist Microsoft Windows. Als dritten Typ gibt es auch dialoggesteuerte Programme, die nicht dokumentenzentriert aufgebaut sind und gar kein eigenes Hauptfenster (insbesondere mit Menüzeile) benötigen. Die Benutzeroberfläche wird dabei lediglich durch eingeblendete Dialogfenster dargestellt. macOS arbeitet mit einer fixen Menüzeile (am oberen Bildschirmrand und nicht innerhalb des Dokumentenfensters) und ist daher vom Konzept her von Grund auf nur dem MDI zuzuordnen. 
Die MFC-Bibliothek ermöglicht fünf verschiedene Anwendungstypen:
- SDI (Single Document Interface)
- MDI (Multiple Document Interface)
- TDI (Tabbed Document Interface)
- MTI (Multiple Top-Level Windows Interface)
- Dialogbasierte Anwendungen (optional auf Basis von HTML)